# カトゥーンバ
カトゥーンバは、オーストラリアのニューサウスウェールズ州にある町。人口は7,964人（2016年）。ブルーマウンテンズ市の中心であり、ブルーマウンテンズ市議会の行政本部である。
カトゥーンバはシドニーからグレートウエスタンハイウェイを経由し西に110km、リスゴーの南東39kmに位置している。カトゥーンバ駅はメインウエスタンラインの駅である 。 ブルーマウンテンズ周辺のブッシュウォーク、ネイチャーウォークの拠点である。

## 語源
Kedumba、またはKatta-toon-bahはアボリジニの言葉で「輝き落ちる水」または「丘を流れる水」を意味しており、ハリー・アンフィシアターの崖 (Harrys Amphitheatre escarpment) 下のジャミソン渓谷 (Jamison Valley) に流れ落ちる滝からその名をとった。以前はその場所は、ウィリアムズ・チムニー (William's Chimney) とコレット・スワンプ (Collett's Swamp) として知られていた。1874年、この地域は近くの採石場に続く鉄道駅の名前にちなんでThe Crushersと名付けられた。カトゥーンバという名前は1877年に採用され、町は1889年に自治体の地位を獲得した。

## 歴史
何千年もの間、ブルーマウンテンにはアボリジニの人々、特にガンドゥンガラ族とダルグ族が住んでいた。彼らは、 この地域を「光り輝き、落ちる水」を意味するkedumbaと呼んでいた。今日でも、ブルーマウンテンズには多くの伝統的なアボリジニの人々が住んでいる。この地域には、地域の豊かな歴史や地元の部族の習慣・遺産を知ることができる場所が数多く存在する。  

カトゥーンバと近くのメドローバスは、初め19世紀の終わりにかけて観光地として開発され、数多くのホテルが建設され、その後、繰り返し拡張された。   

ジャミソンバレー (Jamison Valley) でも長年石炭とシェールガスの採掘が行われていたが、20世紀初頭までに採掘し尽くすと、カトゥーンバはリゾート地へと変貌を遂げた。1960年代までに、カトゥーンバは幾分衰退し、ゲストハウスのいくつかは、回復期の病院を含む他の目的のために改築されました。   

1980年代には、多くのゲストハウスやホテルが修繕されたり新規で建ち始めたりした。 

## 気候
カトゥーンバは、夏は穏やかで冬は涼しい海洋性気候 (Cfb) である。カトゥーンバ（海抜1040メートル）では、夏の日中の気温は通常20℃台前半であるが、まれに30℃を超えることがある。夜間の気温は通常10℃台後半である。 冬の日中の気温は通常約10℃、晴れた日の夜は0℃、曇りの日の夜は3～4℃である。通常、年間2〜3回の積雪がある。 カトゥーンバは年間を通して湿った気候であり、年間降水量は約1,400mmである。平均気温はシドニーより7℃ほど低い。カトゥーンバは、年間79.8日は晴天である。 

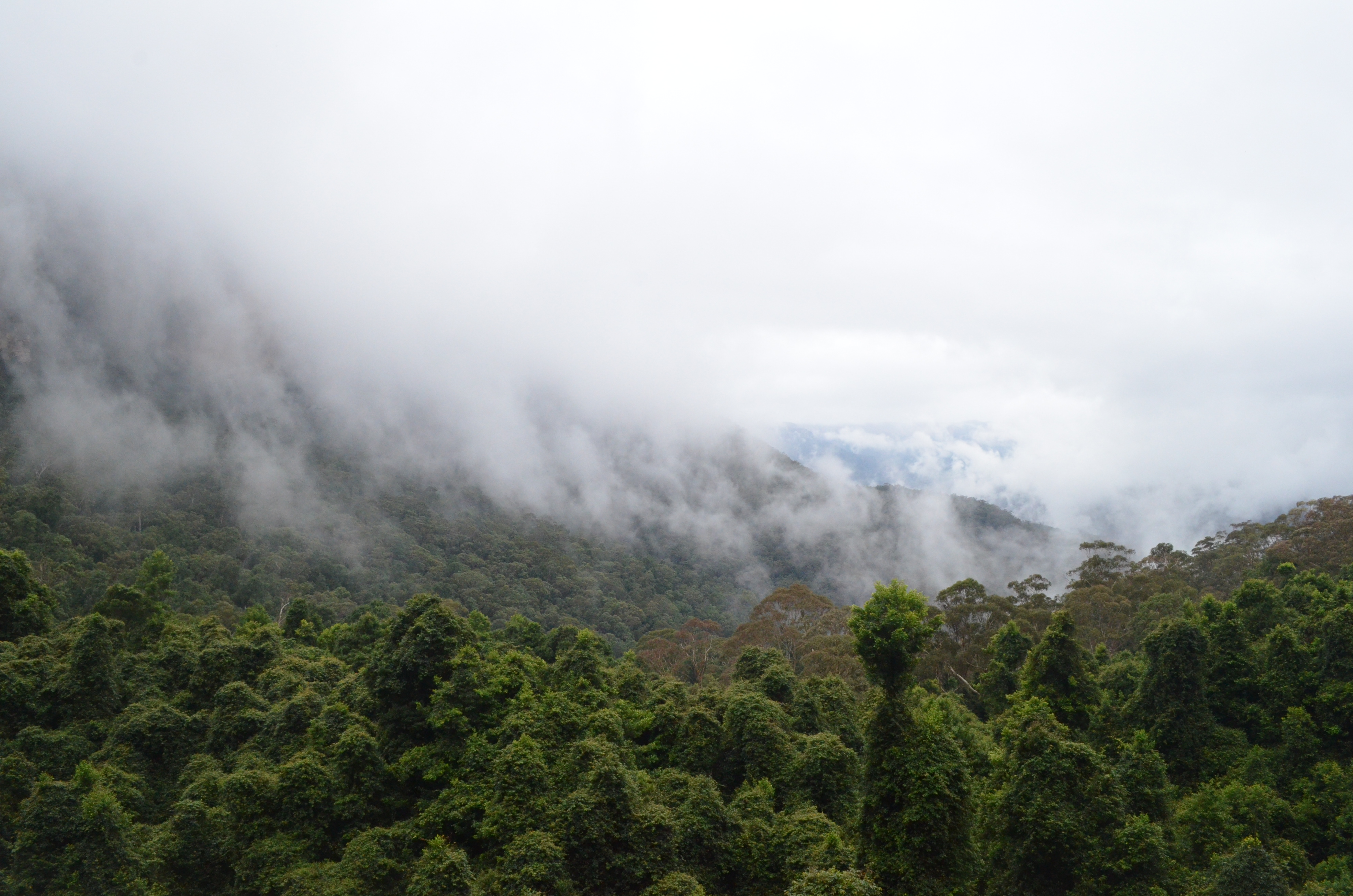
ブルーマウンテンズの冬の景色

ブルーマウンテンズは冬の雪で有名である。しかし、気温が低いにもかかわらず、上部の山岳地帯では年間5日程度しか降雪がない。ローソンよりも標高が低いところに雪が降ることは非常にまれである。早朝、霜が降りるのは珍しいことではない。夕方、車のフロントガラスに厚い氷の覆いができる。
過去何度かの大雪が記録されている。1900年7月5日、雪の吹きだまりは、ブルーマウンテンの一部で6フィート（1.8メートル）を超えたという記録がある。雪と氷はニューサウスウェールズ州中部全体に重大な問題を引き起こし、鉄道と道路の閉鎖、建物の損傷、電信サービスの中断などがあった。1965年7月17日の冬の嵐もこの地域に非常に激しい雪と氷をもたらし、建物に損傷を与え、道路や鉄道の輸送に大きな影響をもたらした。最近では、2015年7月17日にブルーマウンテンズの上流にあるカトゥーンバや周辺の街で寒波により最大20cmの降雪を記録した。これは、ここ数年で最も多い降雪量であった。 

## 人と文化

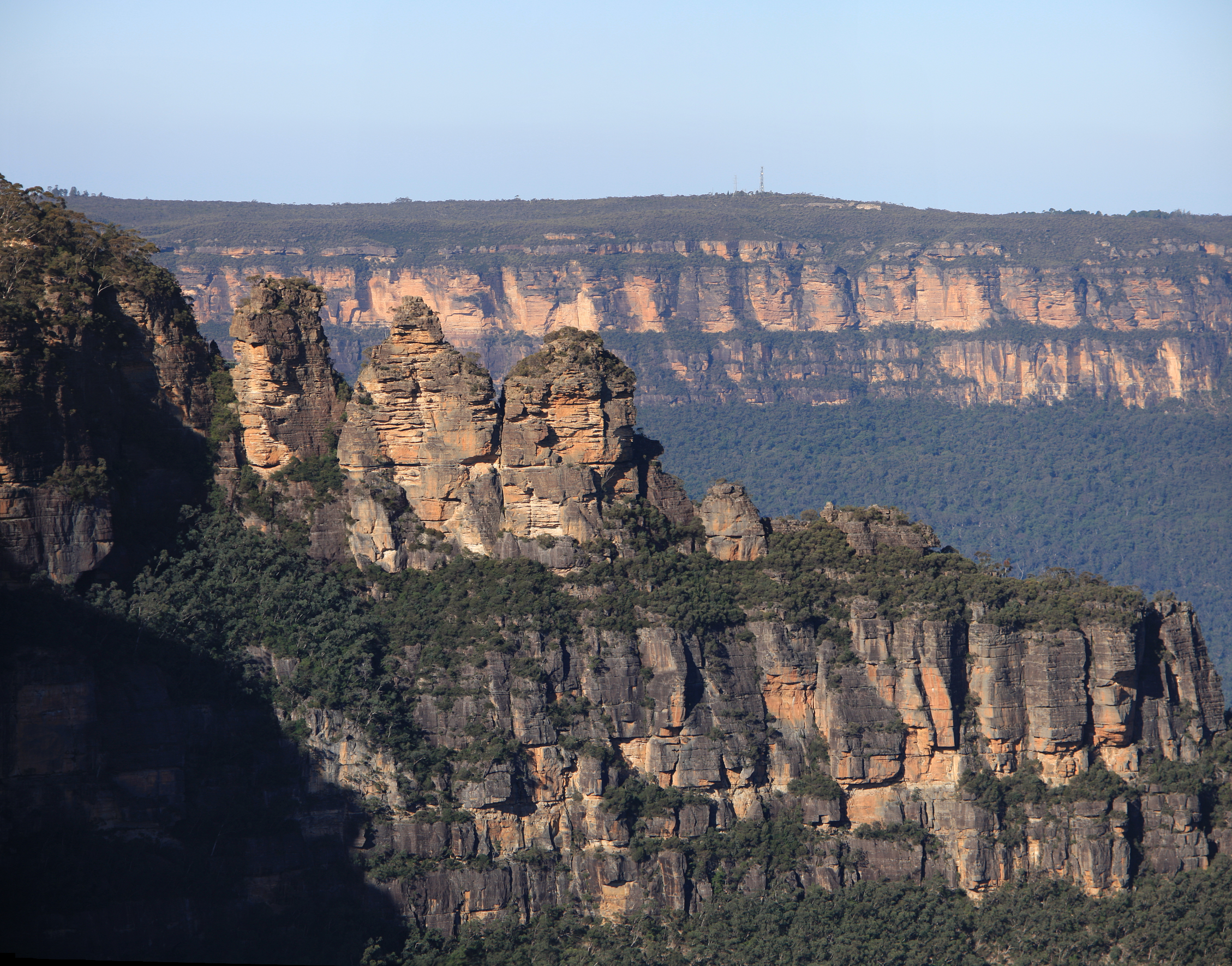
カトゥーンバの南端にあるスリーシスターズ

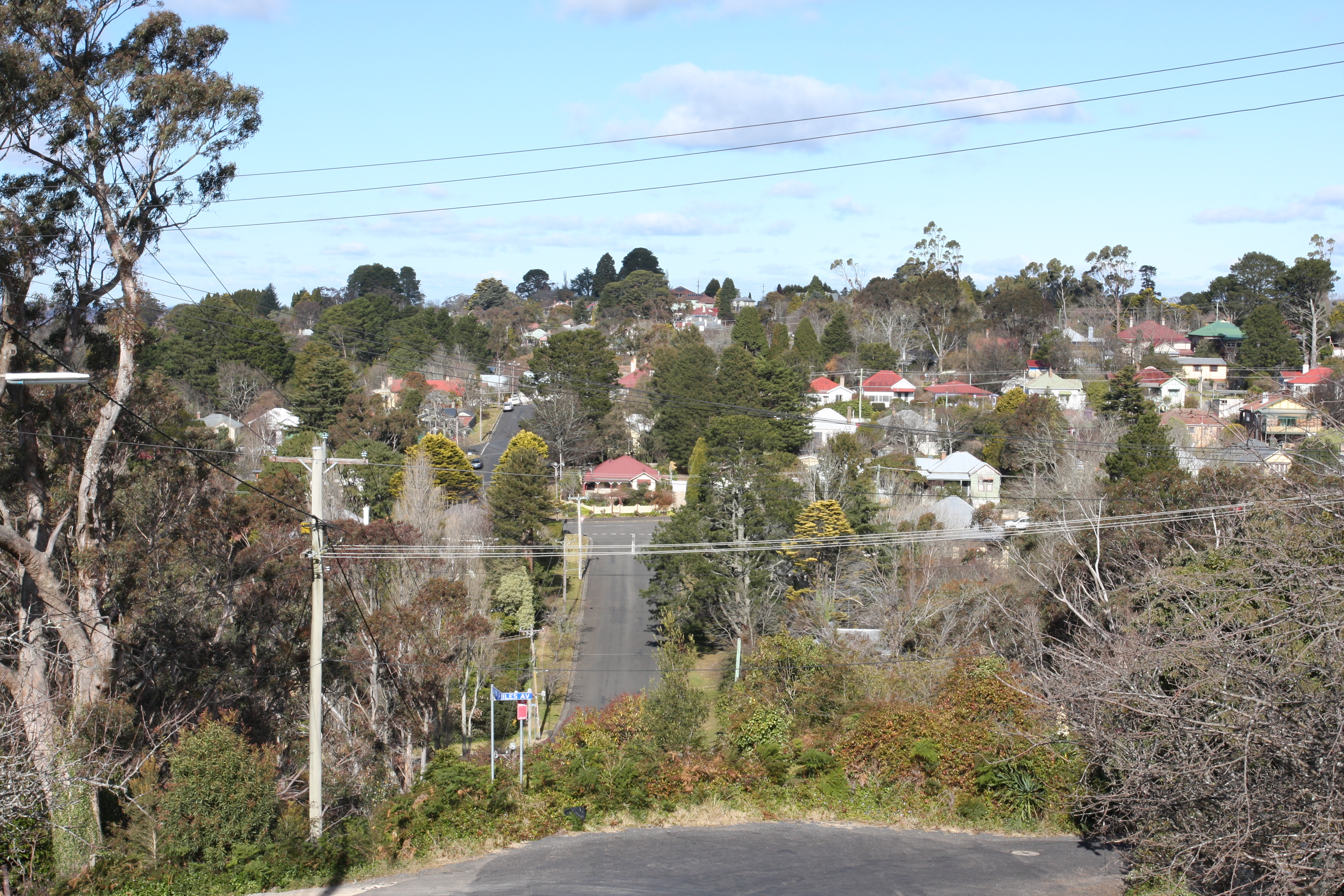
カトゥーンバ郊外

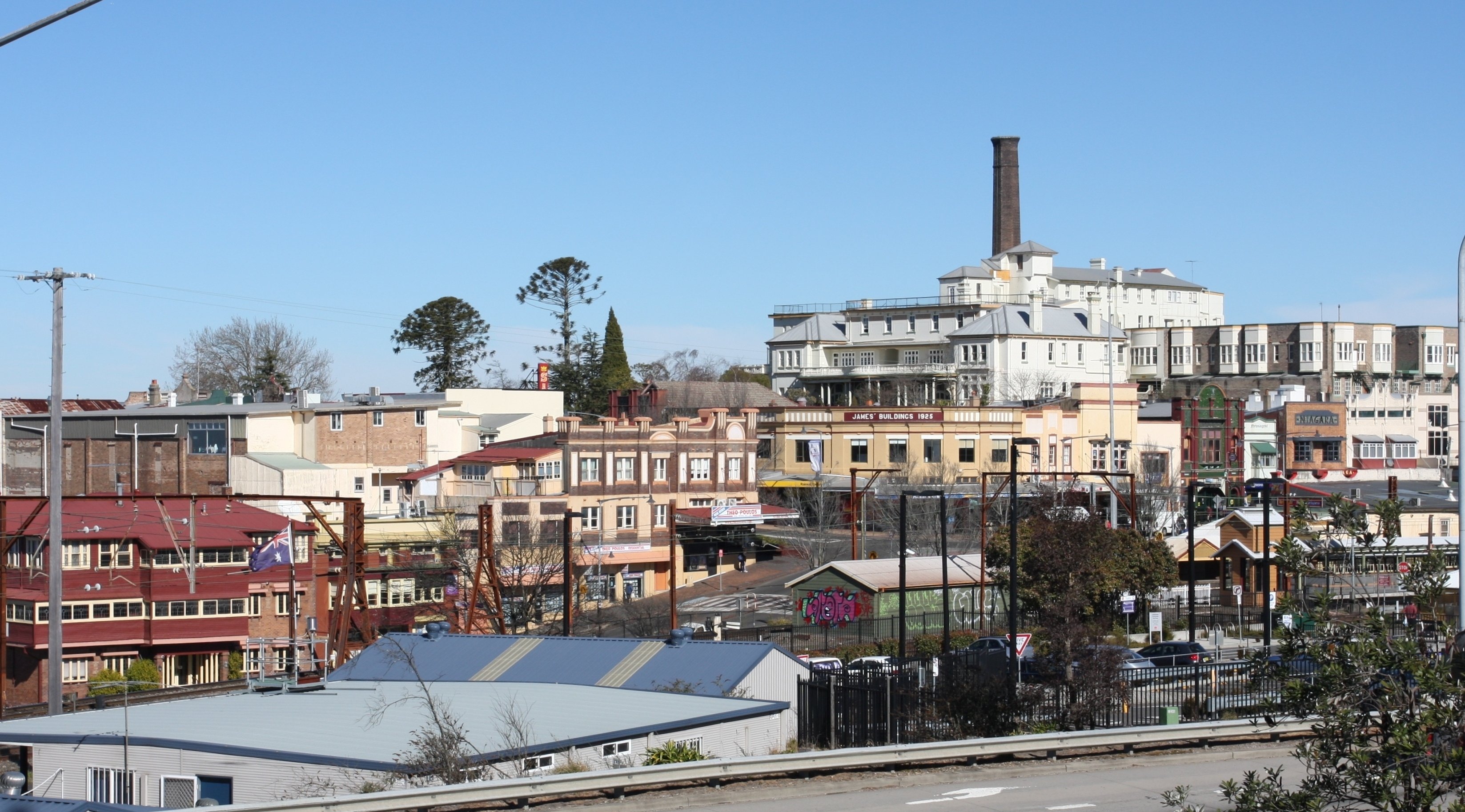
シビックプレイスから見たカトゥーンバ

この地域の風景とアールデコ様式の店と住宅は、多くの人々を魅了している。 多くの詩人、芸術家、環境保護活動家は一般的にカトゥーンバとブルーマウンテンズに住んでおり、街では地元の才能、芸術、手工芸品に特化した冬至祭、 ウィンターマジックが開催される。このフェスティバルはブルーマウンテンズ地域のユーレフェストとして注目を集めるため、1994年に始まった。 ユーレフェストとは、オーストラリアの冬の6月から8月にかけて北半球スタイルのクリスマスのお祝いを促進する、長期にわたる観光イニシアチブである。 
小説家で歴史家のエレノア・ダーク（1901〜1985）は、1923年からその生涯を終えるまで夫であるエリック・ダーク博士とカトゥーンバに住んでいた。夫婦の家「ヴァルナ」は現在、ヴァルナ、作家の家となっている。 1921年、制作会社のデュオであるレイモンド・ロングフォードとロッティ・ライエルは、町の中心部の一部でブルーマウンテンズミステリーを撮影した。ウルスラ・デュボサルスキーの1991年のタイムトラベル小説「Zizzy Zing」は、1938年のカトゥーンバを舞台にしている。 詩人であり作家でもあるスティーブン・ヘリックは、現代のカトゥーンバを舞台とした小説「The Bogan Mondrian」を書いた。彼の詩小説「love, ghosts and nose-hair」も町に設置されている。 
ブルースのミュージシャン、 クロード・ヘイもカトゥーンバの居住者であり、街の郊外に自宅とレコーディングスタジオを構えている。ヘイのアルバム、2007年のKiss the sky、2010年のDeep Fried Satisfiedの両方ともカトゥーンバで収録されたものであり、後者は2010年10月のルーツミュージックレポート、オーストラリアチャートで1位、エアプレイ・ワールドワイドで21位となった。
カトゥーンバの美しい景色と静けさ、そして周囲のブルーマウンテンズ地域は、長い間、休息とリラクゼーションを求めるシドニーの人々にとり、安息の地となってきた。 多くの有名人や裕福な地元の人々が、特にカトゥーンバの東にあるルーラを中心に、壮大な景色を望む家を建てたり修復したりしてきた。カトゥーンバとその周辺地域は居住する芸術コミュニティを魅了するだけでなく、芸術と音楽のインスピレーションとなっている。 例えば、オーストラリアのアーティスト、ピーター・キングストン、シドニーの保護活動家、ルナパークはカトゥーンバと周辺地域にインスパイアされた作品を残しており、「Brave and Cruel」というルーラ駅を発つ人影を描いた食刻もその一つである。 他にも、メキシカン・スピットファイアの曲「Until」には、都市生活のサンクチュアリーとしてのカトゥーンバを歌った歌詞が含まれている。 
これらのサブカルチャーに加えて、この地域には文化的に多様な家族が数多く住んでおり、多くのアボリジニの人々も暮らしている。ガリーとして知られているカタリナ・パークは、2002年5月にアボリジナルプレイス（先住民地域）に指定された。ガンドゥンガラ族とダルグ族が長い間暮らしてきた生態学的・文化的に敏感な地域である。 
カトゥーンバを本拠地とするガンドゥンガラ部族評議会アボリジニコーポレーションは、伝統的なガンドゥンガラを代表する非営利組織であり、遺産と文化の広報やカントリーに戻るガンドゥンガラの人々のサポートを行っている。 また、1995年以来、ブルーマウンテンズとその周辺地域を含む彼らの伝統的な土地に対して、原住民の権利主張を行っている。 
カトゥーンバには、地域のコミュニティラジオ局89.1 Radio Blue Mountainsがある。地元の映画館はGreat Western Highwayにあり、The Edgeと呼ばれている。 
2014年以来、カトゥーンバは隔年で行われるバーティカルフィルムフェスティバルを主催している。カトゥーンバにはライブエンターテインメントシーンもあり、さまざまな会場や劇場で幅広い音楽を提供している。 

### 人口統計
2016年の国勢調査で、カトゥーンバ郊外の人口は7,964人だった。  
- アボリジニとトレス海峡の島民は人口の3.6％を占めた。
- 最も一般的な祖先は、イギリス系28.9％、オーストラリア人22.6％、アイルランド系11.8％、スコットランド系8.6％、ドイツ系4.2％だった。
- 73.0％の人々はオーストラリア生まれだった。 次に多い出生国はイギリス5.5％とニュージーランド2.0％だった。
- 家庭では84.7％が英語のみを母語としていた。
- 宗派は、無宗教44.1％、カトリック14.4％、英国国教会12.0％だった。
- 年齢の中央値は46歳だったが、全国の中央値は38歳だった。 15歳未満の子供は人口の15.5％を占め（全国平均は18.7％）、65歳以上の人々は人口の19.6％を占めた（全国平均は15.8％）。
- 世帯の週平均収入の中央値は976ドルだったが、国全体の中央値は1,438ドルだった。
- 55.2％の世帯は家族世帯、38.8％は単身世帯、6.1％はグループ世帯だった。平均世帯人数は2.1人だった。

## 観光

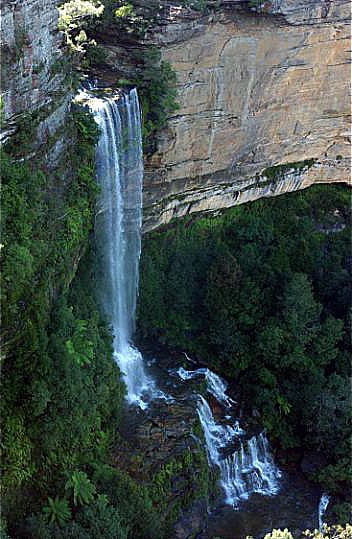
ケダンバ川の カトゥーンバ滝

カトゥーンバの主な産業は、その山の風景を生かした観光である。 一般的に知られているスリー・シスターズは町の中心から南に2 kmのところにあるエコーポイントから見ることができ、毎年400万人が訪れる。そのほかにも、エコーポイントからはソリタリー山やルインド・キャッスルという岩を見ることができる。エコーポイントから歩いてすぐのところにある巨大な階段を進むと、渓谷を抜ける自然散策が楽しめます。階段を含むジェイミソンバレートラックは、多くがメンテナンスのため近年閉鎖されていたが、その後ほとんどが再開された。 ほかにも広大な温帯の温帯雨林 、沼地、多くの滝がある。 
その他の見どころとして、町の南西にある観光複合施設であるシーニックワールドがある。この場所には世界で最も急なケーブルカーの鉄道、 カトゥーンバ高原鉄道があるが、元々はジャミソンバレーで石炭とオイルシェールの採掘のために建設されたものである。 シーニックワールドには、ジャミソンバレーの縁を移動し、カトゥーンバ滝とオーファンロックの景色を望むことができるシーニックスカイウェイケーブルカーもある。2004年、老朽化が進んでいたスカイウェイケーブルカーは、液晶パネルの床が付いた新しいケーブルカーに交換された。このケーブルカーでは移動中に床が透明になる。   

カトゥーンバには、ホテルやゲストハウスが数多くある。最も古いものは1882年に設立され、町で最も高い場所にあるキャリントンホテルである。カトゥーンバストリートを中心とした街の中心部には、20世紀初頭のパラゴンをはじめ、数多くのカフェやレストラン、古本やアンティークショップが数多くある。 

## 交通
カトゥーンバは、駅が「クラッシャーズ」と呼ばれていた1874年にメインウエスタン鉄道と接続した。 カトゥーンバ駅には現在、ブルーマウンテンズラインが乗り入れている。 
グレートウエスタンハイウェイが主要アクセス道路となっている。 
カトゥーンバ飛行場も街の中心部から11.5 kmのところにある。

## 遺産リスト

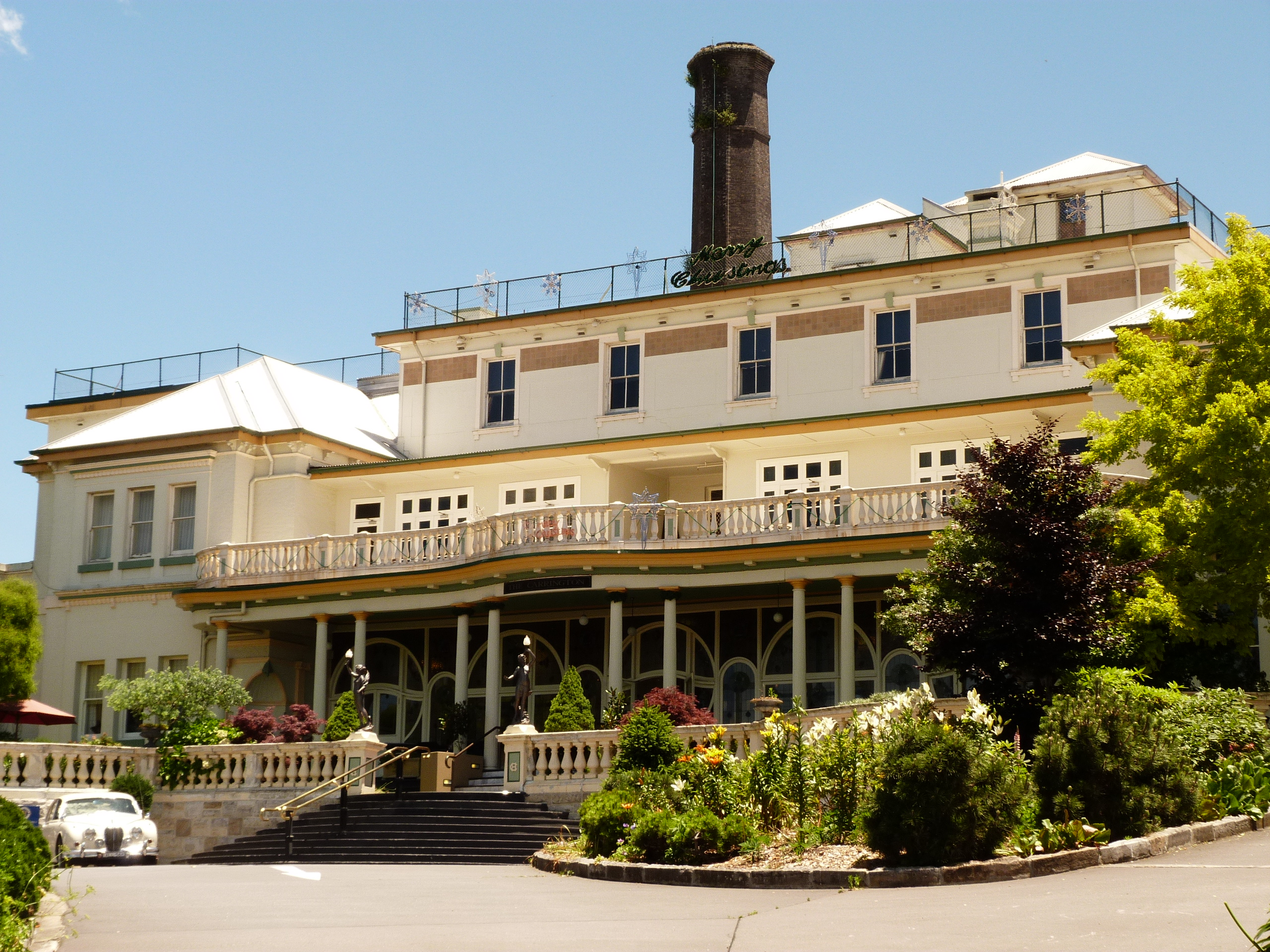
遺産に登録されているキャリントンホテル

カトゥーンバには、 ニューサウスウェールズ州遺産登録簿に指定・記載された遺産がいくつかある。 
- ブルーマウンテンズ国立公園： ブルーマウンテンズ・ウォーキング・トラック
- シビック・プレイス10-14番地： マウント・セント・メアリーズ・カレッジと修道院
- カトゥーンバ通り： キャリントンホテル
- カトゥーンバ通り59-61番地： カトゥーンバ郵便局
- カトゥーンバ通り63-69番地： パラゴンカフェ  [13] 　は国有地の登録簿（現在廃止）にも記載されていた[14]
- メイン・ウェースタン・レールウェイ： カトゥーンバ駅
- パノラマ・ドライブ10-16番地： リリアンフェルズ、カトゥーンバ